# Pamproux
Pamproux est une commune française, située dans le département des Deux-Sèvres en région Nouvelle-Aquitaine.

## Géographie

### Communes limitrophes
Pamproux se trouve entre Poitiers et Niort, près de Saint-Maixent-l'École, entre les villes/villages de :
- Soudan, Salles (à l'ouest) ;
- Saint-Germier (au nord) ;
- La Mothe-Saint-Héray ;
- Bougon (au sud) ;
- Rouillé ;
- Avon (Deux-Sèvres) (à l'est).

Il est possible de se rendre à Pamproux par l'autoroute A10 (Paris-Bordeaux) via l'échangeur no 31.

### Climat
Pour des articles plus généraux, voir Climat de la Nouvelle-Aquitaine et Climat des Deux-Sèvres.
Historiquement, la commune est exposée à un climat océanique du nord-ouest.  
En 2020, Météo-France publie une typologie des climats de la France métropolitaine dans laquelle la commune est dans une zone de transition entre le climat océanique et le climat océanique altéré et est dans la région climatique  Poitou-Charentes, caractérisée par un bon ensoleillement, particulièrement en été et des vents modérés.
Pour la période 1971-2000, la température annuelle moyenne est de 11,9 °C, avec une amplitude thermique annuelle de 14,3 °C. Le cumul annuel moyen de précipitations est de 956 mm, avec 12,6 jours de précipitations en janvier et 7,2 jours en juillet. Pour la période 1991-2020, la température moyenne annuelle observée sur la station météorologique la plus proche, située sur la commune de Ménigoute à 11 km à vol d'oiseau, est de 12,5 °C et le cumul annuel moyen de précipitations est de 956,8 mm,. Pour l'avenir, les paramètres climatiques de la commune estimés pour 2050 selon différents scénarios d’émission de gaz à effet de serre sont consultables sur un site dédié publié par Météo-France en novembre 2022.

## Urbanisme

### Typologie
Au 1er janvier 2024, Pamproux est catégorisée bourg rural, selon la nouvelle grille communale de densité à sept niveaux définie par l'Insee en 2022.
Elle est située hors unité urbaine et hors attraction des villes,.

### Occupation des sols
L'occupation des sols de la commune, telle qu'elle ressort de la base de données européenne d’occupation biophysique des sols Corine Land Cover (CLC), est marquée par l'importance des territoires agricoles (87,8 % en 2018), en diminution par rapport à 1990 (88,9 %). La répartition détaillée en 2018 est la suivante : 
terres arables (79,3 %), zones urbanisées (7,6 %), zones agricoles hétérogènes (6,8 %), forêts (3,5 %), prairies (1,6 %), mines, décharges et chantiers (0,8 %), zones industrielles ou commerciales et réseaux de communication (0,3 %). L'évolution de l’occupation des sols de la commune et de ses infrastructures peut être observée sur les différentes représentations cartographiques du territoire : la carte de Cassini (XVIIIe siècle), la carte d'état-major (1820-1866) et les cartes ou photos aériennes de l'IGN pour la période actuelle (1950 à aujourd'hui).

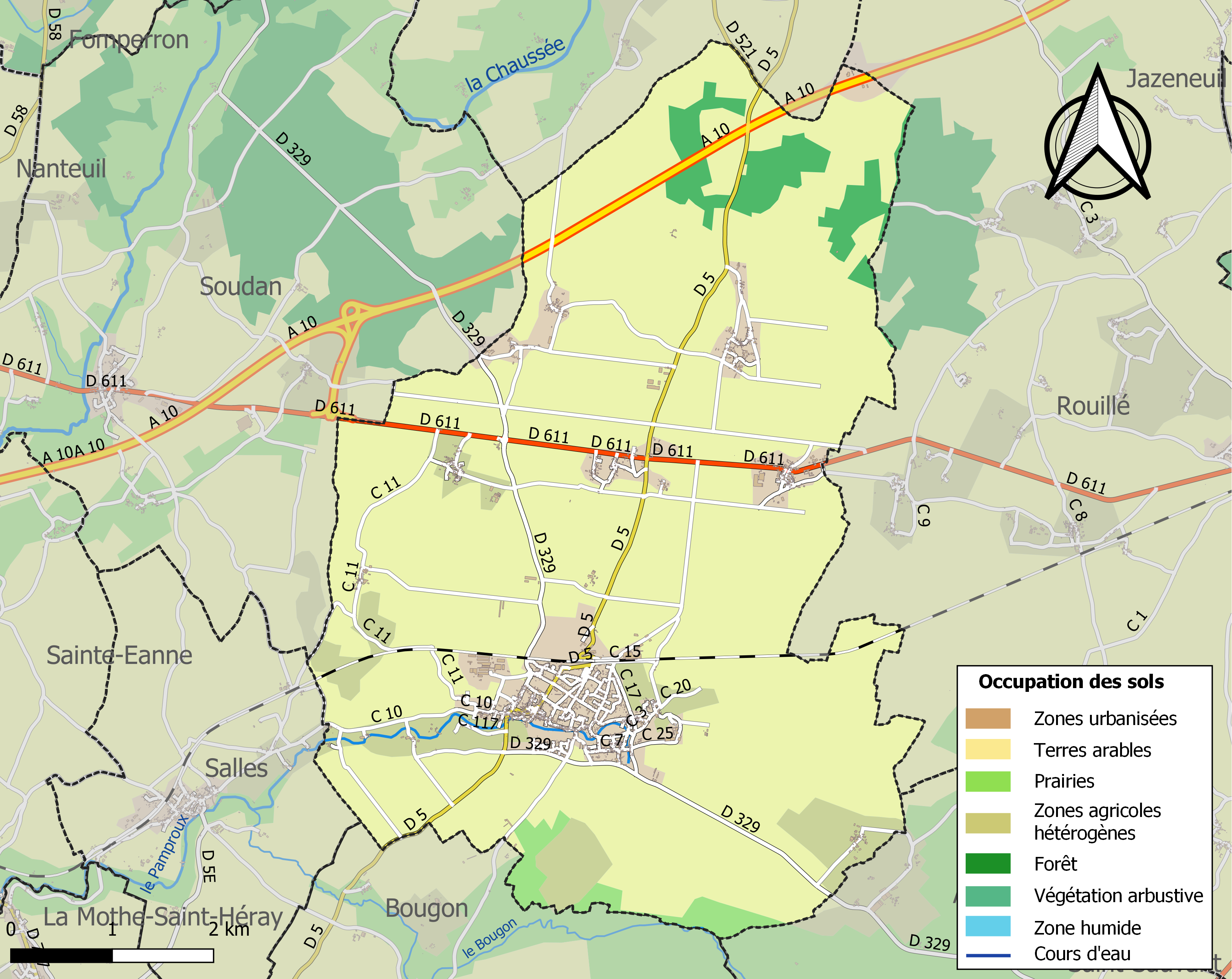
Carte des infrastructures et de l'occupation des sols de la commune en 2018 (CLC).

### Risques majeurs
Le territoire de la commune de Pamproux est vulnérable à différents aléas naturels : météorologiques (tempête, orage, neige, grand froid, canicule ou sécheresse), inondations, mouvements de terrains et séisme (sismicité modérée). Il est également exposé à un risque technologique, le transport de matières dangereuses. Un site publié par le BRGM permet d'évaluer simplement et rapidement les risques d'un bien localisé soit par son adresse soit par le numéro de sa parcelle.

#### Risques naturels
Certaines parties du territoire communal sont susceptibles d’être affectées par le risque d’inondation par débordement de cours d'eau. La commune a été reconnue en état de catastrophe naturelle au titre des dommages causés par les inondations et coulées de boue survenues en 1982, 1983, 1993, 1995, 1999 et 2010,.

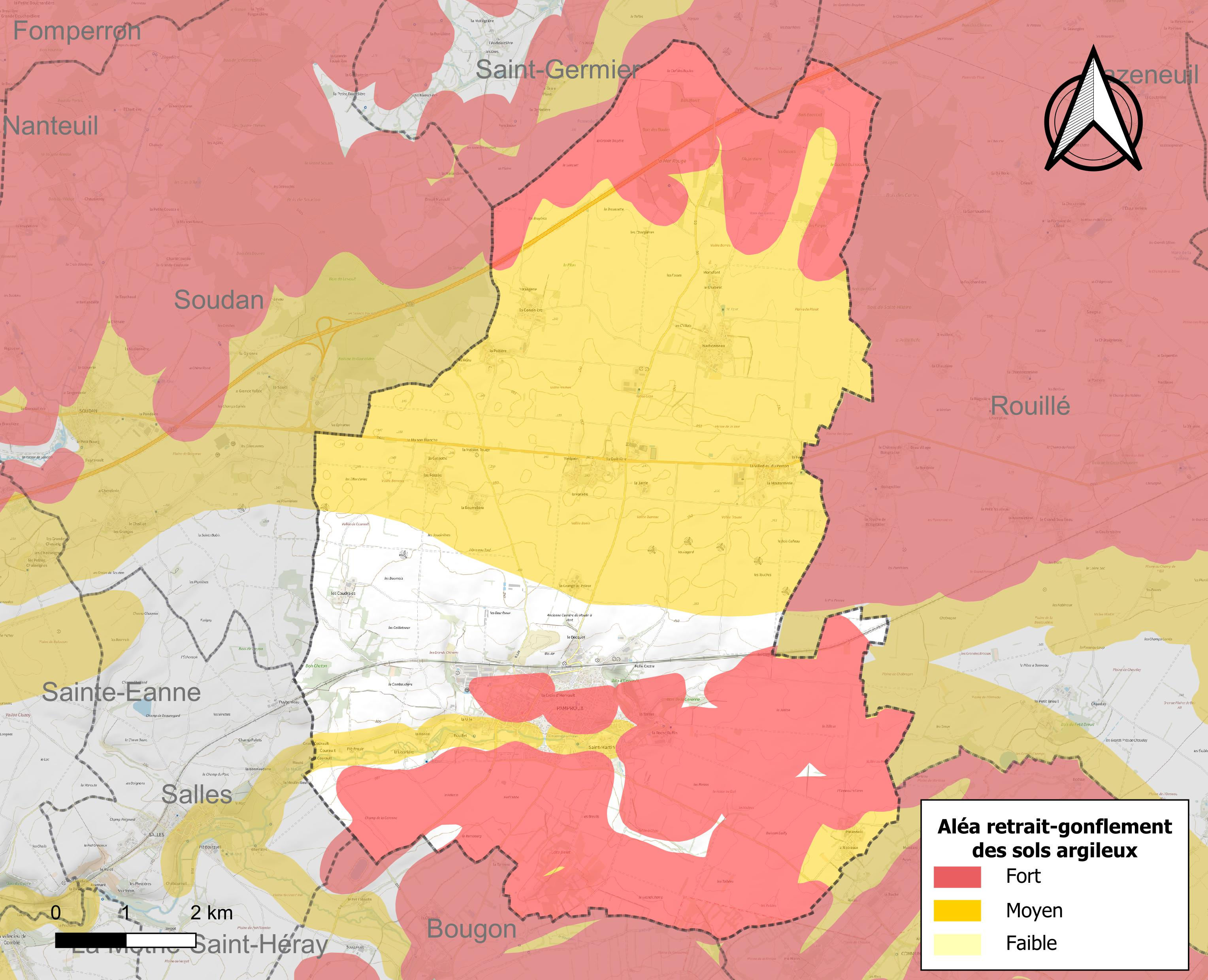
Carte des zones d'aléa retrait-gonflement des sols argileux de Pamproux.

Les mouvements de terrains susceptibles de se produire sur la commune sont des tassements différentiels. Le retrait-gonflement des sols argileux est susceptible d'engendrer des dommages importants aux bâtiments en cas d’alternance de périodes de sécheresse et de pluie. 83,3 % de la superficie communale est en aléa moyen ou fort (54,9 % au niveau départemental et 48,5 % au niveau national). Depuis le 1er octobre 2020, en application de la loi ELAN, différentes contraintes s'imposent aux vendeurs, maîtres d'ouvrages ou constructeurs de biens situés dans une zone classée en aléa moyen ou fort,.
La commune a été reconnue en état de catastrophe naturelle au titre des dommages causés par la sécheresse en 2003 et 2005 et par des mouvements de terrain en 1999 et 2010.

## Économie
- Foires de Pamproux :

Le 17 décembre 1554, le roi Henri II signe l’ordonnance concernant les foires de Pamproux :
« Établissement, à la requête de Méry Chevalier, écuyer, prieur commendataire du prieuré Saint Maixent de Pamproul au diocèse de Poitiers, et érection au bourg de Panproul, de trois foires par an les 18 novembre, 25 avril et 25 juillet, et d'un marché le lundi. »

## Toponymie
L'origine du nom du village vient de la particularité de ses vignes. Les feuilles des vignes (pampre) communales ont la particularité d'arborer une couleur rousse.
De cette caractéristique est né le nom du village. À l'époque « Pampre Roux » puis au fil du temps « Pamproux »[réf. nécessaire].

## Histoire
Lors de la bataille de Pamproux, en 1569 au cours des guerres de religion, le seigneur de Tavannes y sauve l'armée royale.
La famille du général Nivelle est originaire de Pamproux.

## Politique et administration

### Liste des maires
| Période      | Période      | Identité                  | Étiquette   | Qualité            |
| ------------ | ------------ | ------------------------- | ----------- | ------------------ |
| octobre 1876 | janvier 1881 | Gustave Bonnet            |             |                    |
| janvier 1881 | mai 1898     | François Quintard         | Républicain |                    |
|              |              |                           |             |                    |
|              | mars 1977    | Edmond Audis              | PS          | conseiller général |
| mars 1977    | mars 1989    | Roger Morisset            |             |                    |
| mars 1989    | mars 2001    | Alain Audis               | PS          |                    |
| mars 2001    | mars 2008    | Michel Jorigné            |             |                    |
| mars 2008    | mai 2020     | Yvelise Ballu-Berthellemy | DVG         |                    |
| mai 2020     | En cours     | Marie Naudin              | DVG         | Cadre bancaire     |

### Politique environnementale
Dans son palmarès 2024, le Conseil national de villes et villages fleuris de France a attribué une fleur à la commune.

## Démographie
L'évolution du nombre d'habitants est connue à travers les recensements de la population effectués dans la commune depuis 1793. Pour les communes de moins de 10 000 habitants, une enquête de recensement portant sur toute la population est réalisée tous les cinq ans, les populations de référence des années intermédiaires étant quant à elles estimées par interpolation ou extrapolation. Pour la commune, le premier recensement exhaustif entrant dans le cadre du nouveau dispositif a été réalisé en 2005.

En 2022, la commune comptait 1 685 habitants, en évolution de −2,77 % par rapport à 2016 (Deux-Sèvres : +0,18 %, France hors Mayotte : +2,11 %).
| 1793  | 1800  | 1806  | 1821  | 1831  | 1836  | 1841  | 1846  | 1851  |
| ----- | ----- | ----- | ----- | ----- | ----- | ----- | ----- | ----- |
| 1 890 | 2 293 | 2 037 | 2 279 | 2 446 | 2 469 | 2 339 | 2 292 | 2 408 |

| 1856  | 1861  | 1866  | 1872  | 1876  | 1881  | 1886  | 1891  | 1896  |
| ----- | ----- | ----- | ----- | ----- | ----- | ----- | ----- | ----- |
| 2 341 | 2 308 | 2 257 | 2 191 | 2 139 | 2 176 | 2 167 | 2 288 | 2 041 |

| 1901  | 1906  | 1911  | 1921  | 1926  | 1931  | 1936  | 1946  | 1954  |
| ----- | ----- | ----- | ----- | ----- | ----- | ----- | ----- | ----- |
| 1 968 | 1 952 | 1 908 | 1 644 | 1 654 | 1 661 | 1 634 | 1 702 | 1 686 |

| 1962  | 1968  | 1975  | 1982  | 1990  | 1999  | 2005  | 2006  | 2010  |
| ----- | ----- | ----- | ----- | ----- | ----- | ----- | ----- | ----- |
| 1 717 | 1 708 | 1 737 | 1 736 | 1 728 | 1 626 | 1 644 | 1 649 | 1 678 |

| 2015  | 2020  | 2022  | - | - | - | - | - | - |
| ----- | ----- | ----- | - | - | - | - | - | - |
| 1 707 | 1 683 | 1 685 | - | - | - | - | - | - |

## Lieux et monuments
- Église Saint-Maixent de Pamproux. L'édifice a été classé au titre des monuments historiques en 1913[26].
- Église Saint-Martin de Pamproux. Elle est inscrite à l'Inventaire général du patrimoine culturel[27].

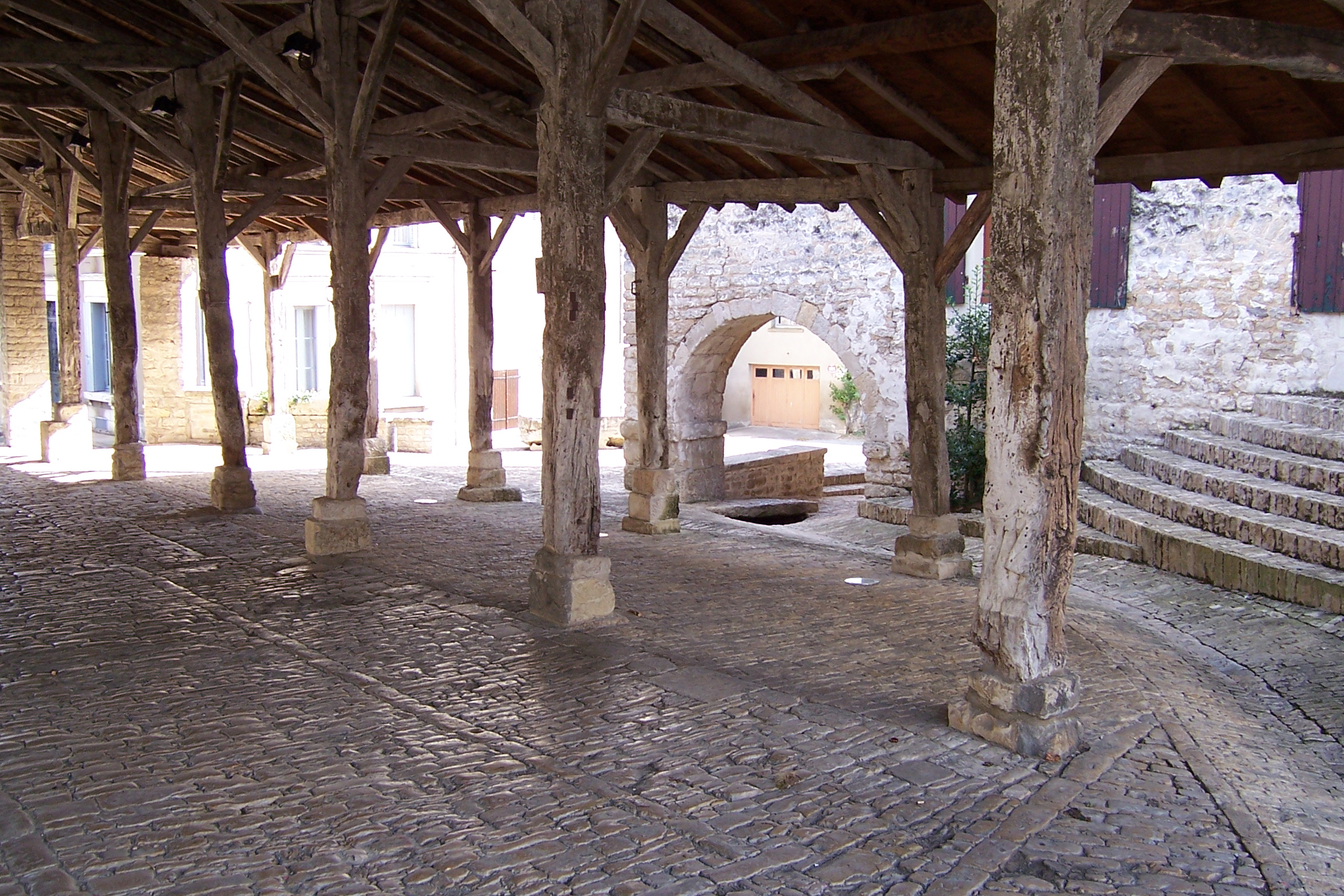
La halle.
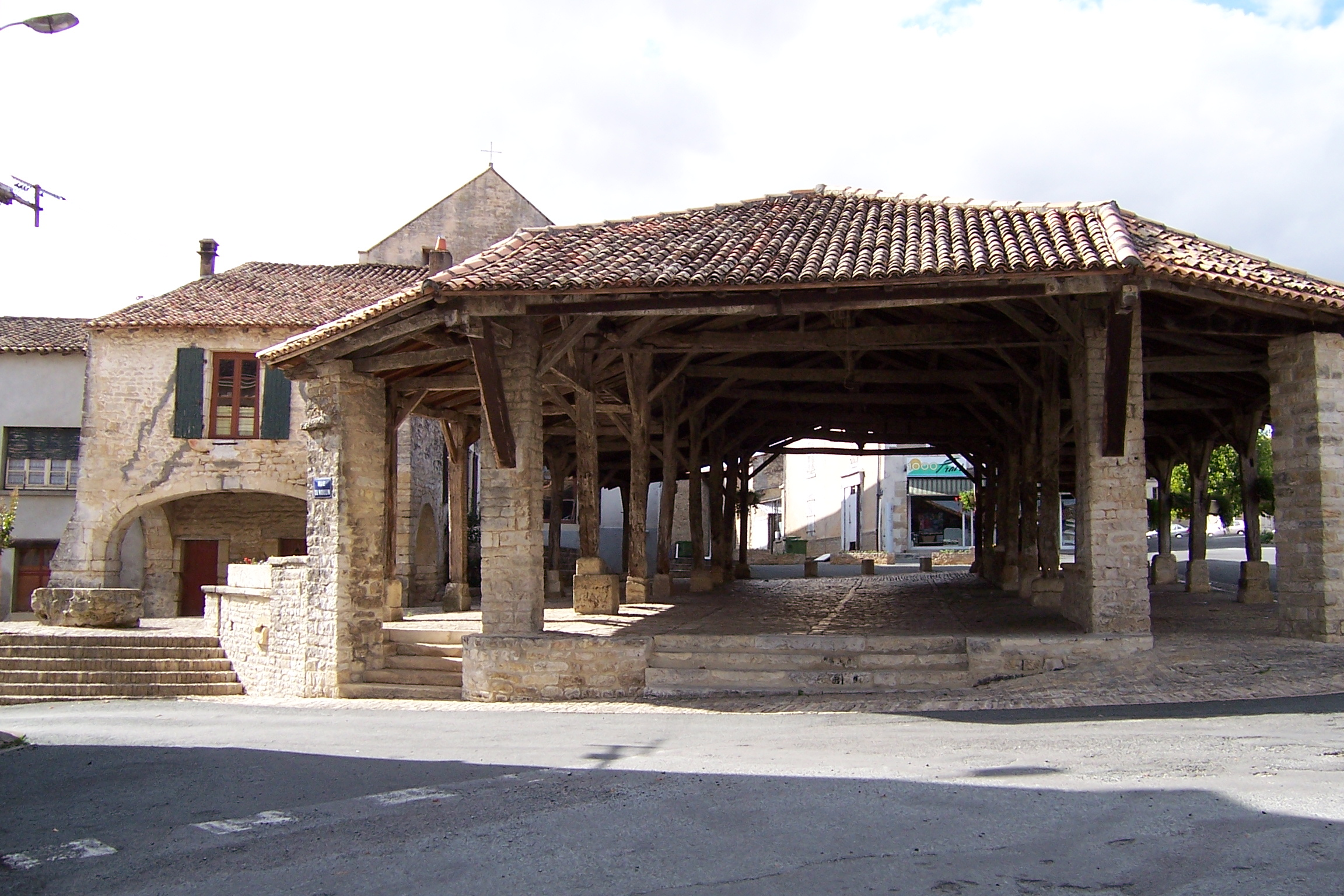
La halle.
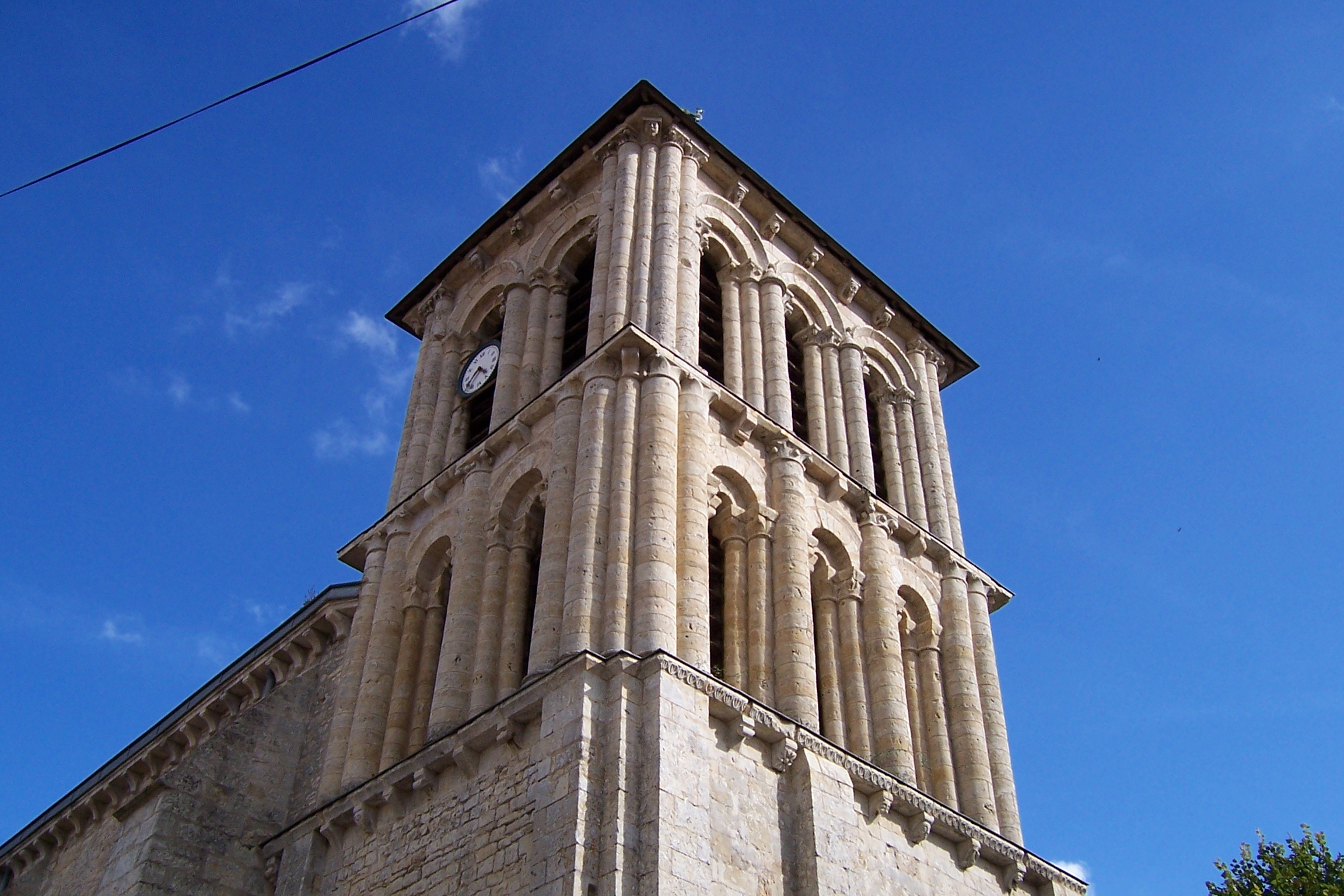
Le clocher de l'église.

## Héraldique
| Blason | Blasonnement : D'azur aux trois pampres d'argent. Commentaires : Les trois pampres sont des feuilles de vigne pour rappeler les vignes de Pamproux sur la Côte-Belet. |